# Elbigenalp
Elbigenalp je obec v Rakousku ve spolkové zemi Tyrolsko v okrese Reutte.
Žije zde 847 obyvatel (1. 1. 2011).